# María Lourdes Arastey Sahún
María Lourdes Arastey Sahún (* 1959 in Tarragona) ist eine spanische Juristin. Sie ist seit 2021 Richterin am Europäischen Gerichtshof (EuGH).

## Leben und Wirken
Arastey Sahún studierte bis zu ihrem Abschluss 1983 Rechtswissenschaften 1998 an der Universität Barcelona. Anschließend ließ sie sich an der Escuela Judicial, der spanischen nationalen Schule zur Ausbildung von Richtern und Staatsanwälten, ausbilden und arbeitete ab 1985 als Richterin zunächst am Bezirksgericht Sant Feliu de Llobregat und anschließend am Bezirksgericht Barcelona. Nach einer einjährigen Abordnung an das Arbeits- und Sozialgericht Nr. 7 von Barcelona war sie ab 1989 am Tribunal Superior de Justicia de Cataluña, dem katalanischen Obergericht, tätig. Von 1998 bis 2008 unterrichtete Arastey Sahún zudem als beigeordnete Professorin für Arbeits- und Sozialversicherungsrecht an der Universität Barcelona. Ab 2009 war sie Richterin am Tribunal Supremo, dem Obersten Gerichtshof Spaniens. Von 2013 bis 2021 war sie außerdem Richterin am Verwaltungsgericht der NATO in Brüssel.
Im Juli 2021 wurde sie zur Richterin am Europäischen Gerichtshof gewählt. Sie trat ihre zunächst sechsjährige aber verlängerbare Amtszeit am 7. Oktober 2021 an.